# 햄릿 2000
햄릿 2000(Hamlet)은 미국에서 제작된 마이클 알메레이다 감독의 2000년 드라마, 범죄, 멜로/로맨스, 스릴러 영화이다. 에단 호크 등이 주연으로 출연하였고 앤드류 피어버그 등이 제작에 참여하였다.

## 출연

### 주연
- 에단 호크

### 조연
- 카일 맥라클란
- 다이안 베노라
- 리브 슈라이버
- 줄리아 스타일스
- 빌 머레이
- 칼 기어리
- 스티브 잔
- 디첸 서먼
- 폴라 맬콤슨
- 제프리 라이트
- 롬 닐
- 폴 바르텔

## 제작진
- 원작자: 윌리엄 셰익스피어
- 프로듀서: 제니퍼 레인
- 프로듀서: 안소니 카타가스
- 라인프로듀서: 캘럼 그린
- 미술: 기디온 폰트
- 의상: 루카 모스카
- 의상: 마코 카토레티